# Sebastian Herkommer
Sebastian Herkommer (* 1. September 1933 in Stuttgart; † 3. September 2004 in Berlin) war ein deutscher Sozial- und Wirtschaftswissenschaftler marxistischer Orientierung.

## Leben

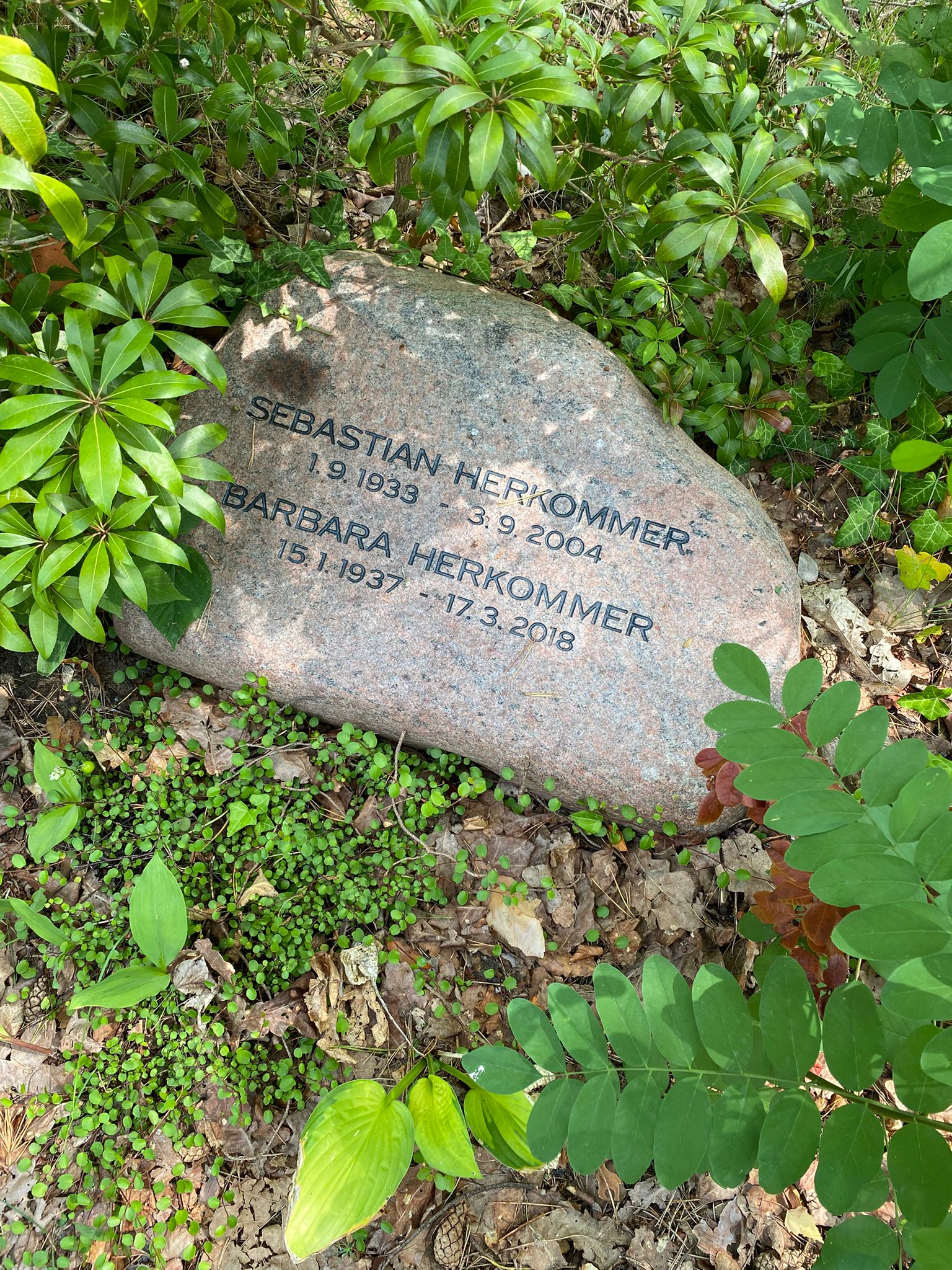
Grabstätte

Herkommer studierte nach einer Banklehre in Frankfurt; anschließend wirkte er als Forschungsassistent am Institut für Sozialforschung. 1965 promovierte er bei Theodor W. Adorno über Chancen und Grenzen der politischen Bildung an Schulen. 1966 übernahm er eine Stelle als Akademischer Rat an der FU Berlin. Er lehrte von 1971 bis 1998 als Professor für Soziologie an der FU Berlin mit den Schwerpunkten Gesellschafts- und Klassentheorie sowie Industriesoziologie. Ein besonderes Interesse Herkommers galt der Entwicklung der technischen Intelligenz. Ohne eine Schule im strikten Sinne gebildet zu haben, regte er die industriesoziologische und gesellschaftstheoretische Diskussion stark an und förderte den Hochschullehrernachwuchs.
Seine letzte Ruhestätte fand Sebastian Herkommer auf dem Friedhof Heerstraße.

## Werke
- Situation und Wirksamkeit politischer Bildung an Volksschulen, Darmstadt : C. Winter, 1966.
- Egon Becker; Joachim Bergmann; Sebastian Herkommer: Erziehung zur Anpassung?, Schwalbach : Wochenschau-Verlag, 1967.
- Gesellschaftsbewusstsein und Gewerkschaften, Hamburg : VSA, 1979. ISBN 3-87975-172-2.
- Industriesoziologie, Stuttgart : Enke, 1979. ISBN 3-432-90491-6.
- Alltag, Bewusstsein, Klassen, Hamburg : VSA-Verlag, 1984. ISBN 3-87975-268-0.
- Einführung Ideologie, Hamburg : VSA-Verlag, 1985. ISBN 3-87975-320-2.
- Veränderungen in der Klassenstruktur Europas, Hamburg : SOST, 1996.
- Ideologie und Ideologien im nachideologischen Zeitalter, Hamburg : VSA, 1999. ISBN 3-87975-941-3.
- Soziale Ausgrenzung. Gesichter des neuen Kapitalismus, Hamburg : VSA, 1999. ISBN 3-87975-739-9.
- Joachim Bischoff; Sebastian Herkommer: Zukunftswerkstatt Amerika?, Hamburg : VSA, 2000. ISBN 3-87975-957-X.
- Die Stadt und der Kapitalismus, Hamburg : VSA, 2002. ISBN 3-87975-971-5.
- Joachim Bischoff; Sebastian Herkommer; Hasko Hüning: Unsere Klassengesellschaft, Hamburg : VSA, 2002. ISBN 3-87975-861-1.
- Architektur und soziale Stadtentwicklung, Hamburg: VSA, 2004. ISBN 3-89965-917-1.
- Metamorphosen der Ideologie, Hamburg: VSA-Verl., 2004. ISBN 3-89965-095-6.

### Als Übersetzer
- Lewis Coser: Theorie sozialer Konflikte, Neuwied; Berlin : Luchterhand, 1965. Übersetzung gemeinsam mit Hanne Herkommer